# Лаошан
Лаошан (кит.: 老上; д/н — бл. 161 до н. е.) — 2-й шаньюй держави хунну в 174—161 роках до н. е.

## Життєпис
Син шаньюя Маодуня. При народжені дістав ім'я Цзію (китайський варіант, власне хуннуське — не відоме). Замолоду брав участь у походах батька, за що дістав титул східного тукі-вана (спадкоємця). У кампанії 177—176 років до н. е. очолив похід проти юечжі, завдавши тим тяжкої поразки. Полоненого хана юечжі стратив, а з його голови зробив чашу для пиття. 
174 року до н. е. після смерті батька став новим шаньюєм. Відповідно до договору від 197 року до н. е. отримав китайську принцесу. Разом з нею прибув євнух Чжунсін Юе, що став другом і радником Лаошаня. Запровадив регулярне оподаткування, завів бухгалтерські книги китайською мовою, за допомогою Юе почав регулярне листування з імператорським двором.
У 166 році до н. е. Лаошан з 140 тис. війська напав на місто Чаона (в Ганьсу) і Сяогуань, переміг Сунь Сяогуаня, воєначальника провінції Цюн. За цим хунну підійшли до міста Пін'ян, після цього передові загони підійшли до палацу Ганьцюаньгун за 35 км від Чан'ань. У відповідь Лю Хен зібрав потужну силу, але Лаошань, захопивши багато здобичі, відступив до себе.
За наказом шаньюя хунну стали нападати на прикордонні землі імперії Хань, загони у 10 тис. вояків атакували Ляодун і Юньчжун. 165 року до н. е. хунну знову підійшли до Чан'аня. 164 року завдав  остаточної поразки юечжі, захопивши повністю Таримський басейн, а також коридор Хесі. Рештки юечжі втекли на захід, де стали відомі як тохари, що своєю чергою атакували Греко-Бактрійське царство, а інша група (малі юечжі) відступили на південь (до Тибету), де змішалися з народом цян. В результаті Ляошан просунув кордон своєї держави до озера Балхаш і Ферганської  долини.
У 162 році до н. е. укладено мирний договір з Лю Хеном, який загалом підтверджував договір 197 року до н. е., але збільшував данину шаньюю та дозволяв китайським перебіжчикам залишатися в землях хунну.
У 161 році до н. е. Лаошан помер. Йому спадкував син Цзюньчень.